# Евмольпіди
Евмольпіди (грец. Ευμολπιδαι) — нащадки царя Евмольпа, династія елефсинських жреців — хранителів Елефсинських містерій. Покровителькою та захисницею Евмольпідів була Деметра, яку ті вшановували, оберігали таїнство.
Евмольпіди були затятими противниками Алківіада, якого звинувачували у святотатстві й оскверненні священних Елефсинських містерій.
За гомерівськими гімнами, зокрема «До Деметри», вважається, що цар Діокл став одним із перших елефсинських жреців